# سوار اتوبوس شو
سوار اتوبوس شو (انگلیسی: Get on the Bus) فیلمی به کارگردانی اسپایک لی است که در سال ۱۹۹۶ منتشر شد.

## بازیگران
- آندره بروگر
- ایسایا واشینگتن
- هیل هارپر
- هری لنیکس
- چارلز اس.داتون
- برنی مک
- آلبر هال
- ریچارد بلزر
- وندل پیرس